# Groo, o Errante
Groo, o Errante (Groo the Wanderer no original) é uma série de quadrinhos de fantasia/comédia escrita e desenhada por Sergio Aragonés, coescrito e editado por Mark Evanier, com letras de Stan Sakai e colorido por Tom Luth. Ao longo dos anos, foi publicado pela Pacific Comics, pela Eclipse Comics (uma edição especial), pela Marvel Comics (sob o selo Epic), pela Image Comics e pela Dark Horse Comics.
Groo foi uma das primeiras histórias em quadrinhos de sucesso de propriedade do criador, uma das poucas histórias em quadrinhos bem-sucedidas nos Estados Unidos (além da Archie Comics) e uma das colaborações mais antigas da história dos quadrinhos. Em maio de 2011, Groo ficou em 100º lugar na lista da IGN dos 100 maiores heróis de quadrinhos.